# Archäometallurgie
Die Archäometallurgie ist eine Forschungsdisziplin der Archäometrie, die sich mit der Metallurgie archäologischer Funde von der Vorgeschichte bis zur Neuzeit befasst.
Das Interesse lag ursprünglich vor allem auf der Rekonstruktion der Einführung neuer metallischer Werkstoffe, wie des Kupfers, der Bronze und des Eisens, als grobe Gliederung kultureller Entwicklungen (Kupferzeit, Bronzezeit, Eisenzeit), und der Entwicklung einschlägiger Herstellungs- und Verarbeitungsverfahren. Letzteres ist Teil der Technikgeschichte. Erst später trat dazu die Einsicht, dass die Entwicklungen nicht nur beschreibenden Charakter haben, sondern integraler Bestandteil allgemeiner Kulturgeschichte sind und in kulturelle Traditionen eingebettet sind und in ihren historischen und sozio-ökonomischen Zusammenhängen gesehen werden müssen. Heute ist allgemein anerkannt, dass Technik ein zentraler Teil von Kultur ist und beide sich gegenseitig beeinflussen; entsprechend gibt es unterschiedliche theoretische Modelle und Analyseverfahren der Anthropologie, die auch und gerade für die Archäometallurgie relevant sind.
Die Hauptbetätigungsfelder der Archäometallurgie liegen in der Herkunftsanalyse von Objekten (z. B. Blei-Isotopenuntersuchung und Spurenelementanalyse) und der Rekonstruktion von zunächst Güteraustausch später Handel, der prähistorischen Werkstoffkunde einschließlich der Rekonstruktion von Herstellungsprozessen, und der kulturellen Bedeutung der Metalle und der zugehörigen Prozesse in ihren Gesellschaften. Die Rekonstruktion extraktiver Prozesse wie des Auffindens und Abbaus archäologisch relevanter Erze, ihrer Verhüttung und der Verarbeitung der Metalle bilden die Montanarchäologie, die sich als Feldwissenschaft einer Kombination von archäologischen und geologischen Methoden bedient. Wichtige Aufschlüsse geben Untersuchungen zur Typologie und Verbreitung von Metallobjekten, ein Gebiet, das sich stark an klassische Methoden der archäologischen Fundbearbeitung anlehnt. Die instrumentelle Untersuchung von Produktionsabfällen und Fertigprodukten bildet einen weiteren Schwerpunkt, oft mit stark ingenieurwissenschaftlichem Einschlag, der nahtlos in die Restaurierungsforschung überleitet. Die Untersuchung von Münzen und Schmuck stellen weitere Spezialisierungen innerhalb der Archäometallurgie dar.

## Methoden
Archäometallurgie ist ein klassisch interdisziplinäres Forschungsgebiet, das seine Methoden aus drei Hauptquellen bezieht:
- Archäologie für Geländearbeit und Fundbearbeitung,
- Mineralogie und Chemie für die Untersuchung von Erzen, Schlacken, technischer Keramik und anderen Materialien, und
- Metallurgie für die Untersuchung von Metallobjekten und die Rekonstruktion extraktiver Hochtemperaturprozesse.

Innerhalb der Archäologie treten Metalle und metallurgische Reste zunächst genauso auf wie andere Materialien und können entsprechend bearbeitet werden. Spezifische Methoden hingegen sind immer dann anzuwenden, wenn 'normale' Ausgrabungsorte verlassen werden und alte Bergbaue oder Schlackenhalden untersucht werden. Die Vermessung von alten Grubenbauen stellt besondere Anforderungen nicht nur wegen der oft extremen physischen Bedingungen, sondern auch wegen des dreidimensionalen Charakters der Grubenbaue und der beschränkten Sichtlinien, die normale Vermessungsverfahren oft unmöglich machen. Schlackenhalden sind vielfach in isolierten Regionen anzutreffen und erfordern die Bewältigung extremer Fundmengen. Sowohl alter Bergbau als auch Schlackenhalden können problematisch zu datieren sein, wenn die normalen archäologischen Methoden der Datierung wie Stratigraphie oder Keramik-Typologie nicht anwendbar sind. Hier sind physikalische Datierungsverfahren unersetzlich.
Im Mittelpunkt der Laborverfahren stehen die metallographische Untersuchung aller Funde mit dem Lichtmikroskop oder Auflichtmikroskop (siehe Metallografie), die Bestimmung mechanischer Parameter wie Härte und Dehnbarkeit der Metalle im Mikro-Maßstab, sowie Analyseverfahren zur chemischen Zusammensetzung, wie z. B. das Rasterelektronenmikroskop (REM), Atomabsorptionsspektrometrie (AAS) oder Inductively Coupled Plasma Spectrometry (ICP). Optische und Elektronenmikroskopie, letztere meist gekoppelt mit Energiedispersiver Röntgenspektroskopie (EDX bzw. EDS) oder Wellenlängendispersiver Röntgenspektroskopie (WDX bzw. WDS) zur chemischen Analyse im Mikro-Bereich gehören zu den am weitesten verbreiteten Verfahren bei der Untersuchung archäometallurgischer Proben.

## Geografisch-zeitliche Entwicklungen
Die Erzeugung von Metallen wurde vermutlich an mehreren Orten unabhängig voneinander entwickelt. Die ältesten Spuren finden sich in Westasien (Iran/Türkei), wo Metallverarbeitung über 10.000 Jahre zurückreicht. Nur wenig jünger sind die Anfänge der Metallurgie auf dem Balkan und der Iberischen Halbinsel.
Südamerika hat eine völlig eigenständige Metallurgie, die jünger ist, aber auch mehrere tausend Jahre zurückreicht. So gab es ab dem 1. Jahrhundert eine Parallelentwicklung in der Mochica-Kultur, die im Bereich der Pazifikküste des nördlichen Peru siedelte. Auf einem schmalen, aber rund 600 km langen Streifen in der Küstenwüste betrieben die Mochica einen ertragreichen Bewässerungsfeldbau mit Guanodüngung. Die Keramik war hoch entwickelt, ebenso die Metallverarbeitung. Neben Gold und Silber verarbeiteten die Mochica auch Kupfer und stellten Kupferlegierungen her, vor allem Tumbago. Technologisch bemerkenswert ist überdies ihr Verfahren, Kupfer zu vergolden.
Ähnliches kann für Afrika und Ostasien vermutet werden. Neben einer unabhängigen Entwicklung kann für alle Gebiete außer Südamerika auch für eine Ausbreitung der Metallurgie durch Diffusion argumentiert werden, die sich auf das Kerngebiet in Westasien zurückführen ließe.
Für Eurasien wird generell eine Abfolge angenommen, die mit der kalten Verarbeitung gediegener Metalle (Gold und Kupfer) beginnt und noch keine „metallurgischen“ Kenntnisse voraussetzt. Diese Phase kann mehrere Jahrtausende dauern, ehe dann die Verhüttung von Kupfererz und das Schmelzen und Gießen von Metall etwa gleichzeitig auftreten. Reines Kupfer wird nach diesem Schema dann für einen mehr oder weniger langen Zeitraum von arsenhaltigem Kupfer abgelöst, das verbesserte Eigenschaften gegenüber reinem Kupfer aufweist. Die Farbe ist heller und das Produkt weniger korrosionsanfällig; (Patina) der Schmelzpunkt ist niedriger, was die Verarbeitbarkeit erleichtert, und das Metall selbst ist härter, was die Werkzeugeigenschaften verbessert. Es wird vermutet, dass der Arsengehalt aus der Verhüttung arsenhaltiger Erze stammt, die bewusst oder zufällig ausgebeutet wurden. Eine Kontrolle der Legierungszusammensetzung ist dabei schwer möglich, und nur im Nachhinein durch Abschätzung der Metallfarbe machbar. Der Gebrauch von Arsenbronze setzt um 4000 v. Chr. ein, ist aber relativ kurzlebig; sie wird in vielen Gebieten bald vollständig von Zinnbronze abgelöst (vielerorts um 2000 v. Chr.). Zinnbronze, typischerweise mit fünf bis zwölf Gewichts-Prozent Zinn, wird durch das Legieren von metallischem Zinn und Kupfer hergestellt, was das Herstellen relativ genau definierter Legierungen erleichtert.
Noch später (in Westasien und Europa etwa 1800 bis 800 v. Chr.) tritt Eisen als künstlich hergestelltes Metall auf, das wegen seiner sehr viel höheren Verhüttungstemperatur (ca. 1.250 °C) eine völlig neue Verarbeitungsweise erfordert: Schmieden anstelle von Gießen. Der nächste große Schritt ist die Einführung des indirekten Eisenschmelzens, bei dem Gusseisen produziert wird. Die Anfänge liegen in Europa um 1200 n. Chr. Zunächst ungewollt, wurde das Gusseisen von den damaligen Hüttenleuten häufig als Saueisen bezeichnet, da es nicht schmiedbar war.
Die angegebenen Zeiten sind nur als grobe Richtwerte zu sehen, kulturelle Unterschiede sind hier zum Teil ganz erheblich und können hier nicht annähernd dargestellt werden. So ist in China die Gusseisentechnologie offenbar um 500 v. Chr. voll entwickelt, während in Afrika nur sehr spärliche Hinweise auf eine Kupfermetallurgie vor der Einführung des Eisens vorliegen.
Als Beispiel für die sehr viel detailliertere Gliederung, die für einzelne Gebiete heute möglich sind, sei Mitteleuropa genannt. Die Anfänge der Kupfermetallurgie erfolgt hier in mehreren Phasen und gilt als Teil der secondary products revolution:
- Phase 1: 4300–3800 v. Chr.

(frühes Jungneolithikum – Schussenrieder Kultur, frühe Michelsberger Kultur, Hornstaader Gruppe):
– nur wenige Kupferfunde
– Importe
– südost- und ostmitteleuropäischer Bereich
– keine Verarbeitungsspuren
- Phase 2: 3800–3380 v. Chr.

(spätes Jungneolithikum – Altheimer Gruppe, Pfyner Kultur, späte Michelsberger Kultur):
– Ausbildung eines nordalpinen Formenkreises
– oxidische Kupfererze aus ostalpinen sowie slowakischen Lagerstätten
– Gusstiegel
- Phase 3: 3380–2750 v. Chr.

(frühes Endneolithikum – Horgener Kultur, Goldberg-III-Fazies):
– drastische Abnahme der Kupferfunde und Formverarmung
– östliche Kulturbezüge
– oxidische Kupfererze aus ostalpinen sowie slowakischen Lagerstätten
– Beginn der Kupfergewinnung in der Westschweiz?
- Phase 4: 2750–2200 v. Chr.

(jüngeres Endneolithikum – Schnurkeramik, Glockenbecherkultur):
– zunehmende Kupferfunde (Grabfunde, Südwestdeutschland bildet Ausnahme)
– weiträumige Kulturbezüge
– oxidische Kupfererze aus ostalpinen sowie slowakischen Lagerstätten
– Kupfergewinnung in der Westschweiz
– Keine Verarbeitungsbelege
– Goldschmuck

## Frühe Kupfergewinnung
Nach und neben dem Auflesen von gediegen Kupfer beginnt die eigentliche metallurgische Gewinnung von Kupfer mit der Verhüttung von oxidischen Erzen wie Malachit Cu2[(OH)2|CO3]. Hierzu wird das Erz mit Holzkohle in einem Reaktionsgefäß (Tiegel oder kleinem Ofen) gemischt. Durch das Verbrennen der Holzkohle wird eine Hitze von 1000 °C bis 1200 °C und Kohlenstoffmonoxid erzeugt. Ab einer Temperatur von 230 °C reagiert Malachit unter anderem zu Kupfer(II)-oxid. Dieses wird vom Kohlenstoffmonoxid reduziert. Das fertige Kupfer fließt auf den Grund des Reaktionsgefäßes und kann nach dem Abkühlen herausgenommen werden.
In einem anderen, und vermutlich erst später eingesetzten Verfahren wird sulfidisches Kupfererz verarbeitet. Hierzu ist eine Schlackenbildung nötig, um die Nebenbestandteile (meist Eisensulfid / Eisenoxid und Kieselsäure als Gangart) vom Kupfer abzutrennen. Auch der Schwefel muss aus dem Erz entfernt werden, um eine Reduktion zu ermöglichen. Typische Temperaturen für die Kupferverhüttung liegen um 1100 bis 1200 °C, genügend um sowohl die Schlacke als auch das Metall zu schmelzen. Die Verwendung von Öfen anstelle von Tiegeln erlaubt es, wesentlich größere Metallmengen zu gewinnen; entsprechend ist die Verhüttung im Tiegel meist an die Anfänge der Kupfergewinnung gebunden. Spätere Tiegel wurden fast ausschließlich für den Guss verwendet.

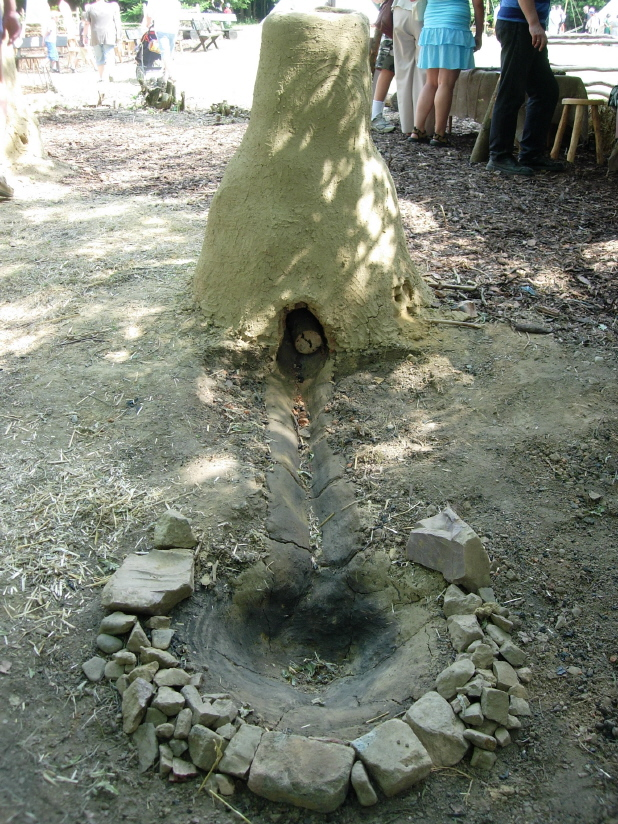
Keltischer Rennofen

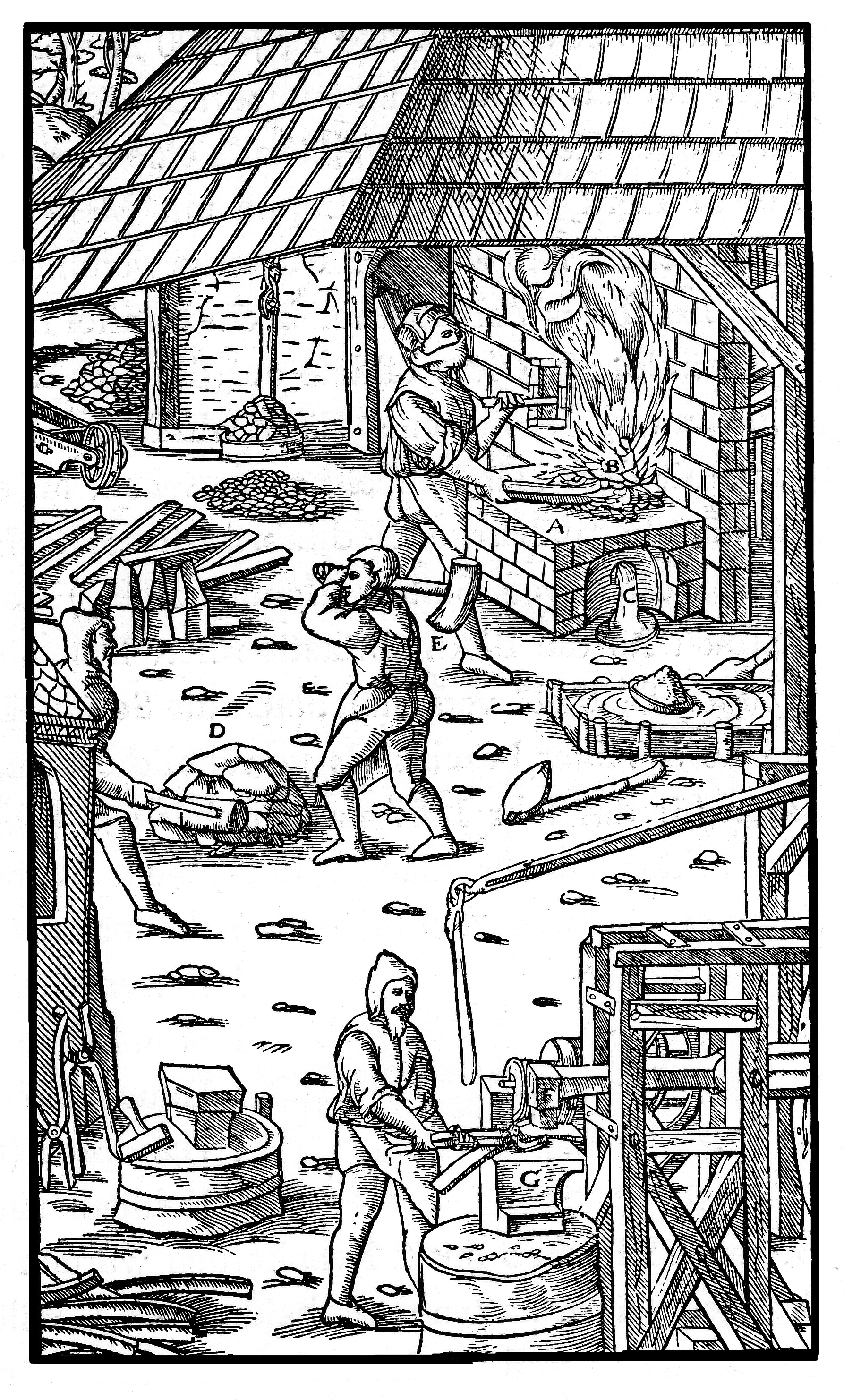
Zentrum der Abb.: Der Eisenschwamm (Luppen) wird manuell verdichtet und das Eisen grob von der Schlacke getrennt. Dahinter: Das Eisen wird erneut im Schmiedefeuer zum Ausschmieden (Reinigen) erhitzt. Der Prozess wird im Vordergrund durch einen wasser-getriebenen Schwanzhammer gezeigt. Im Hintergrund: Der Rennofen. Quelle: Agricola: De re metallica libri XII. (Kupferstich, 1556)

## Frühe Eisengewinnung
Die Verhüttung von Eisenerz zu Eisen wird historisch in zwei Verfahren gegliedert:
1. Das „direkte Verfahren“ oder „Renn(feuer)-Verfahren“, das von den Anfängen – zuerst belegt um 1800 v. Chr.[2] durch die Hethiter – über Mittelalter, Renaissance bis zur industriellen Revolution die dominierende Methode der Eisengewinnung darstellte und
2. das „indirekte“ oder „Hochofen-Verfahren“, bei dem flüssiges Roheisen hergestellt wird, das in einem zweiten Schritt zu schmiedbarem Stahl weiterverarbeitet werden muss, ehe es brauchbar ist.

Das Rennverfahren unterscheidet sich von der Gewinnung der anderen Metalle dadurch, dass das erzeugte Eisen zunächst als poröser Eisenschwamm (hist. Luppen) vorliegt und nicht als flüssiges Metall.
Das – im glühenden Zustand – halbfeste im Reduktionsprozess gewonnene Eisen musste zur Trennung von der anhaftenden Schlacke durch die Schmiede zunächst manuell verdichtet und wiederholt durch erneutes Erhitzen im Schmiedefeuer zum Reinigen ausgeschmiedet werden. Dieser Arbeitsgang wird auch als Gärben bezeichnet.
Die äußerst bedeutende Erfindung des Stahls, der aus dem weichen Eisen durch Härten erzeugt wurde – und bis heute wird – gelang durch Vergüten um 1400 v. Chr. nach geschichtswissenschaftlichen Erkenntnissen ebenfalls den Hethitern. Damit wurde der lange Übergang von der Bronze zum „Eisen“ eingeläutet.

## Wissenschaftsgeschichte
Die naturwissenschaftliche Untersuchung archäologischer Metallfunde geht bis in das 18. Jahrhundert zurück. Seither sind immer wieder Chemiker, Mineralogen, Metallurgen und Bergbau-Ingenieure auf diesem Gebiet tätig geworden, zumeist unter Anwendung der Methoden und Fragestellungen ihrer Mutterdisziplinen und nur gelegentlich in Zusammenarbeit mit Archäologen. Diese Frühphase der Archäometallurgie ist durch das Fehlen von Kontinuität und spezifischen wissenschaftlichen Methoden oder Kommunikationswegen gekennzeichnet. Eine Institutionalisierung der Archäometallurgie erfolgt erst seit der zweiten Hälfte des 20. Jahrhunderts und ist noch nicht abgeschlossen.
Der Begriff „Archäometallurgie“ geht vermutlich auf Beno Rothenberg zurück, der 1972/73 Mitbegründer des Institute for Archaeo-Metallurgical Studies (IAMS) in London war. Weitere Institute, die sich gezielt und über das Interesse eines einzelnen Wissenschaftlers hinaus der Archäometallurgie widmen, gibt es seit den 1970er Jahren in Peking an der University of Science and Technology und in Harvard am Massachusetts Institute of Technology, sowie seit 1990 in Bochum am Deutschen Bergbau-Museum (DBM). Verschiedene Forschungsabteilungen großer Museen, wie z. B. am Britischen Museum in London, der Stiftung Preußischer Kulturbesitz in Berlin, die Smithsonian Institution in Washington oder das Metropolitan Museum of Art in New York, haben ebenfalls langjährige Erfahrung auf dem Gebiet der Archäometallurgie, ohne jedoch dies formal zum Schwerpunkt ihrer Arbeiten zu machen.
Die Verankerung der Archäometallurgie in der Universitätslehre ist ebenfalls noch nicht weit fortgeschritten. Während mehrere Universitäten in Großbritannien spezielle Lehrstühle, Arbeitsgruppen und Unterrichtsprogramme zur Archäometallurgie haben (z. B. Bradford, Sheffield, London und Oxford) und andere Universitäten Archäometallurgie als Teil der Archäologie unterrichten (Liverpool, Nottingham, Cambridge etc.), gibt es in Deutschland nur einen einzigen speziellen Lehrstuhl für Archäometrie mit Schwerpunkt in Archäometallurgie (innerhalb der Archäologie in Tübingen) sowie mehrere Nebenfach-Angebote an anderen Universitäten (z. B. Bochum in Kooperation mit dem DBM, Münster). Die Situation ist ähnlich in der Schweiz, mit einem Lehrstuhl für Archäometrie / Archäometallurgie in Fribourg (innerhalb der Geowissenschaften) und mehreren Arbeitsgruppen an regionalen Museen.
Die Institutionalisierung der Archäometallurgie zeigt sich in dem Erscheinen spezifischer Zeitschriften (Historical Metallurgy, herausgegeben seit 1966 von der 1962 in London gegründeten Historical Metallurgy Society, daneben auch dem Metal Museum Bulletin, herausgegeben vom Metal Museum in Japan (19xx bis 2004), dem iams journal, herausgegeben von IAMS in London, und Metalla, herausgegeben seit 1996 vom Deutschen Bergbau-Museum in Bochum).